# Tully Marshall

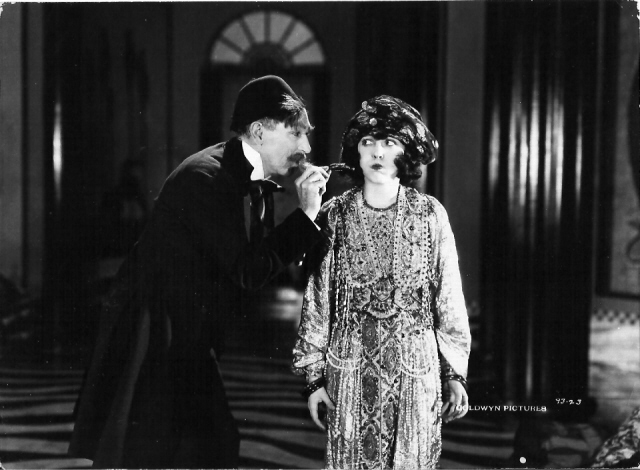
Tully Marshall y Mabel Normand en The Slim Princess (1920), de Victor Schertzinger

Tully Marshall (10 de abril de 1864 – 10 de marzo de 1943) fue un actor teatral y cinematográfico de nacionalidad estadounidense.

## Biografía
Nacido en Nevada City, California, su verdadero nombre era William Phillips. Marshall empezó a actuar en el teatro a los 19 años de edad, en 1883, interpretando una amplia gama de papeles en el circuito de Broadway a partir del año 1887. En 1902, formando parte del reparto del drama de Clyde Fitch The City, fue el primer actor en Broadway en utilizar en escena la palabra malsonante Goddamn ("Maldita sea").
En 1914 llegó a Hollywood, donde obtuvo éxito de manera inmediata. Cuando D. W. Griffith le eligió para trabajar en Intolerancia (1916), él ya había trabajado en diferentes películas mudas. 
Su carrera siguió prosperando con la llegada del cine sonoro, permaneciendo muy activo en las últimas tres décadas de su vida. Como actor de carácter, interpretó un amplio número de personajes como rastreadores borrachos, abuelos adorables, padres inolvidables, abogados siniestros y aristócratas lascivos. 
Tully Marshall falleció en 1943 en su casa de Encino, California, a causa de un infarto agudo de miocardio. Tenía 78 años de edad. Fue enterrado en el Cementerio Hollywood Forever, en Hollywood. Estaba casado con la guionista, dramaturga y productora Marion Fairfax (1875-1970), en dos de cuyas obras teatrales él actuó.

## Teatro (Broadway)
- 1899 : Because she loved him so, de William Gillette, a partir de Jalouse, de Alexandre Bisson y Adolph Leclercq
- 1902 : Sky Farm, de Edward E. Kidder
- 1902 : Hearts Affame, de Genevieve Greville Haines, con Lucile Watson
- 1903 : The Best of Friends, de Cecil Raleigh, con Lionel Barrymore y Richard Bennett
- 1904 : An African Millionaire, de Frederick W. Sidney
- 1905 : Just Out of College, de George Ade, con George Irving
- 1906 : The Stolen Story, de Jesse Lynch Williams
- 1907 : The Builders, de Marion Fairfax, con Willard Robertson y Marion Fairfax
- 1908 : Paid in Full, de Eugene Walter
- 1909-1910 : The City, de Clyde Fitch, con Walter Hampden, Mary Nash y Lucile Watson
- 1912 : The Talker, dirigida y escrita por Marion Fairfax
- 1913 : The Girl and the Pennant, de Rida Johnson Young y Christy Mathewson, con Ralph Morgan
- 1914 : The House of Bondage, de Joseph Byron Totten
- 1915 : The Clever Ones, de Alfred Sutro, con Louise Closser Hale (director)
- 1915 : The Trap, de Richard Harding Davis y Jules Eckert Goodman

## Selección de su filmografía
- 1914 : Paid in Full, de Augustus E. Thomas
- 1915 : The Sable Lorcha, de Lloyd Ingraham
- 1916 : Joan the Woman, de Cecil B. DeMille
- 1916 : Intolerancia, de D. W. Griffith
- 1916 : Oliver Twist, de James Young
- 1917 : The Golden Fetter, de Edward LeSaint
- 1917 : The Devil-Stone, de Cecil B. DeMille
- 1917 : A Modern Musketeer, de Allan Dwan
- 1918 : The Things We Love, de Lou Tellegen
- 1918 : A Romance of the Redwoods, de Cecil B. DeMille
- 1918 : The Whispering Chorus, de Cecil B. DeMille
- 1918 : M'Liss, de Marshall Neilan
- 1918 : Old Wives for New, de Cecil B. DeMille
- 1918 : We can't have everything, de Cecil B. DeMille
- 1918 : Bound in Morocco, de Allan Dwan
- 1918 : The Squaw Man, de Cecil B. DeMille
- 1919 : The Girl who stayed at Home, de D. W. Griffith
- 1919 : The Fall of Babylon, de D. W. Griffith
- 1919 : The Grim Game de Irvin Willat
- 1919 : Cheating Cheaters, de Allan Dwan
- 1919 : Her Kingdom of Dreams, de Marshall Neilan
- 1919 : The Life Line, de Maurice Tourneur
- 1920 : The Slim Princess, de Victor Schertzinger
- 1920 : What happened to Rosa, de Victor Schertzinger
- 1922 : The Village Blacksmith, de John Ford
- 1922 : The Ladder Jinx, de Jess Robbins
- 1922 : Too Much Business, de Jess Robbins
- 1923 : The Covered Wagon, de James Cruze
- 1923 : Nuestra Señora de París, de Wallace Worsley
- 1924 : HE who gets slapped, de Victor Sjöström
- 1923 : The Brass Bottle, de Maurice Tourneur
- 1925 : Clothes make the Pirate, de Maurice Tourneur
- 1925 : Smouldering Fires, de Clarence Brown
- 1925 : The Merry Widow, de Erich von Stroheim
- 1926 : Old Loves and New, de Maurice Tourneur
- 1926 : The Torrent, de Monta Bell
- 1927 : El legado tenebroso, de Paul Leni
- 1927 : The Gorilla, de Alfred Santell
- 1928 : Drums of Love, de D. W. Griffith
- 1928 : Alias Jimmy Valentine, de Jack Conway
- 1928 : The Trail of '98, de Clarence Brown
- 1929 : The Bridge of San Luis Rey, de Charles Brabin
- 1929 : The Mysterious Dr. Fu Manchu, de Rowland V. Lee
- 1929 : Thunderbolt, de Josef von Sternberg
- 1929 : Queen Kelly, de Erich von Stroheim
- 1929 : El show de los shows, de John G. Adolfi
- 1929 : Tiger Rose, de George Fitzmaurice

- 1930 : The Big Trail, de Raoul Walsh
- 1930 : Tom Sawyer, de John Cromwell
- 1930 : Under a Texas Moon, de Michael Curtiz
- 1930 : Mammy, de Michael Curtiz
- 1930 : Redemption, de Fred Niblo
- 1931 : Fighting Caravans de Otto Brower y David Burton
- 1931 : The Virtuous Husband, de Vin Moore
- 1931 : The Millionaire, de John G. Adolfi
- 1932 : Broken Lullaby, de Ernst Lubitsch
- 1932 : The Cabin in the Cotton, de Michael Curtiz
- 1932 : Grand Hotel, de Edmund Goulding
- 1932 : Scarface, de Howard Hawks
- 1932 : Arsène Lupin, de Jack Conway
- 1932 : The Beast of the City, de Charles Brabin
- 1932 : Red Dust, de Victor Fleming
- 1932 : The Hatchet Man, de William A. Wellman
- 1935 : Black Fury, de Michael Curtiz
- 1935 : A Tale of two Cities, de Jack Conway
- 1935 : Diamond Jim, de A. Edward Sutherland
- 1937 : Almas en el mar (Souls at Sea), de Henry Hathaway
- 1937 : California straight ahead !, de Arthur Lubin
- 1937 : Siempre Eva, de Tay Garnett
- 1938 : A Yank at Oxford, de Jack Conway
- 1938 : Arsène Lupin returns, de George Fitzmaurice
- 1940 : Chad Hanna, de Henry King
- 1940 : Los Hermanos Marx en el Oeste, de Edward Buzzell
- 1940 : Brigham Young, de Henry Hathaway
- 1941 : Sergeant York, de Howard Hawks
- 1941 : Bola de fuego, de Howard Hawks
- 1942 : Moontide, de Archie Mayo
- 1942 : This Gun for Hire, de Frank Tuttle
- 1942 : Ten Gentlemen from West Point, de Henry Hathaway
- 1943 : Hitler's Madman, de Douglas Sirk